# American Committee on United Europe
Das American Committee on United Europe (ACUE; deutsch Amerikanisches Komitee für ein vereintes Europa) war eine 1948 gegründete US-Organisation zur Förderung eines „freien und vereinigten Europas“. Es förderte außerdem die Blockbildung in Westeuropa mit dem Ziel einer europäischen Integration gegen den Ostblock.
Geschäftsführer war der als Zivilanwalt auftretende ehemalige Geheimdienstchef des Office of Strategic Services (OSS) William J. Donovan, sein Stellvertreter der CIA-Direktor Allen Welsh Dulles. Es wurde von der Ford Foundation, der Rockefeller-Stiftung und von regierungsnahen Unternehmensgruppen finanziert. Ende der 1950er-Jahre war der ehemalige OSS-Offizier und Geschäftsführer der Ford Foundation Paul G. Hoffman zugleich Leiter des ACUE. Am Beratergremium war später der erste CIA-Direktor Walter Bedell Smith beteiligt.

## Geschichte
Am 23. April 1948 fand im New York University Faculty Club ein erstes Treffen statt mit dem Ziel der Schaffung eines besonderen Komitees zur Unterstützung eines „freien und vereinigten Europas“. Es war von Richard Coudenhove-Kalergi zusammengerufen worden. Als Präsident fungierte mit J. William Fulbright einer der Autoren einer Entschließung des US-Kongresses über die Prinzipien einer europäischen Föderation. Der US-Botschafter in der Sowjetunion 1933–36, William C. Bullitt, agierte als Vizepräsident der fortlaufenden Konferenz.
Ab dem Treffen begann die Unterstützung für die European Conference on Federation, die erstmals am 7. Mai 1948 unter dem Vorsitz Winston Churchills in Den Haag stattfand und an der Parlamentsmitglieder der 16 Empfängerländer des Marshallplans teilnahmen. Man arbeitete an einem Entwurf für eine Verfassung der Vereinigten Staaten von Europa und gründete den Europarat.

## Tätigkeit
Das ACUE war bis in die 1960er-Jahre ein wichtiger Geldgeber der Europäischen Bewegung (50 %), der Union Europäischer Föderalisten und besonders deren European Youth Campaign (100 %). Damit konnte Einfluss auf die Führer der „Europäischen Bewegung“ Robert Schuman, Paul-Henri Spaak und Józef Retinger genommen werden. Als Retinger versuchte, den Anteil europäischer Eigenmittel zu erhöhen, stieß er damit auf amerikanischer Seite auf Widerstand. Ein von Donovan unterzeichnetes Memorandum vom 26. Juli 1950 enthält Instruktionen für eine Kampagne zur Schaffung eines Europäischen Parlaments. Das ACUE forcierte die Einbindung des Vereinigten Königreiches in die EWG.
Eine Notiz der europäischen ACUE-Sektion vom 11. Juni 1965 für den Vizepräsidenten der EWG Robert Marjolin zielte darauf, die Währungsunion verdeckt voranzutreiben. Es empfahl die Unterdrückung der Debatte darüber bis zu dem Punkt, an dem die „Annahme von solchen Vorschlägen praktisch unvermeidlich würde“.

## Gründungsmitglieder und -vorstände
Liste der Gründungsmitglieder und -vorstände:
- J. William Fulbright, Anwalt
- William C. Bullitt, Diplomat
- Herbert Hoover, ehemaliger US-Präsident
- Hale Boggs, Journalist, Anwalt, Abgeordneter
- Clare Boothe Luce, konservative Abgeordnete
- James Farley, Wahlhelfer Franklin D. Roosevelts
- Robert Moses, Sekretär des früheren Kriegsministers Robert P. Patterson
- Alice Roosevelt Longworth, Tochter des ehemaligen US-Präsidenten Theodore Roosevelt
- Harry D. Gideonse, Ökonom und Mitglied der Mont Pèlerin Society
- Norman Thomas, Politiker, ehemaliger Vorstand des America First Committee
- Burton K. Wheeler, Politiker, Mitbegründer des America First Committee
- Harry Woodburn Chase, Präsident der New York University
- William J. Donovan, Leiter des Office of Strategic Services
- Christian Herter, republikanischer Abgeordneter
- Robert Ignatius Gannon, Jesuit und Präsident der Fordham University
- Robert L. LaFollette
- Allen Welsh Dulles, Anwalt, europäischer OSS-Repräsentant, später CIA-Direktor
- John W. Davis, Anwalt und Politiker
- George N. Schuster
- Clayton Fritchey, Journalist[4]